# Roberto Kreimerman

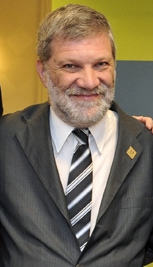
Roberto Kreimerman

Roberto Kreimerman (* 30. Juli 1958 in Montevideo) ist ein uruguayischer Politiker.
Kreimerman schloss 1982 ein Studium des Chemieingenieurwesens an der Universidad de la República (UdelaR) ab. Es folgten 2000 bzw. 2002 postgraduale Studien an der Universität Barcelona. Seit 2006 lehrt er als Professor am Instituto de Ingeniería Química der UdelaR. Als Nachfolger Raúl Fernando Sendics, unter dem er seit September 2009 als Staatssekretär diente, leitet Kreimerman seit dem 1. März 2010 das uruguayische Ministerium für Industrie, Energie und Bergbau. Er ist verheiratet und Vater dreier Kinder.   